# Верхний Чиамахи
Верхний Чиамахи (дарг. ЧебяхI ЧIигIямахьи) — село в Акушинском районе Дагестана. Входит в состав сельского поселения «Сельсовет Кассагумахинский».

## Географическое положение
Расположено в 35 км к югу от районного центра села Акуша, на р. Каракотты (бассейн р. Кулахерк).

## Население
| 1939 | 1970 | 1989 | 2002 | 2010 | 2021 |
| ---- | ---- | ---- | ---- | ---- | ---- |
| 114  | ↘50  | ↗83  | ↘74  | ↗78  | ↘44  |